# Хёршенсон, Брюс
Стэнли Брюс Хёршенсон — американский политический комментатор и старший преподаватель в Пеппердинском университете государственной политики в Малибу, Калифорния. До этого он работал преподавателем в Клермонтском институте и в Гарвардском институте политики при Гарвардской школе гос управления им. Джона Кеннеди в Кембридже, Массачусетс. Он также преподавал уроки по политике в Университете Мэриленда и Уиттиерском колледже.
Хёршенсон быстро пришёл к известности, став консультантом Национальному съезду Республиканской партии в 1972 году. Он в основном работал спичрайтером. После работы на Никсона и его отставки он работал на Рейгана.
В 1974 году Ричард Никсон через Хёршенсона, являвшегося его спецпомощником, вышел на Мун Сон Мёна, чтобы встретиться с ним по поводу проходящей про-никсоновской акции, организованной Муном, у Белого дома во время рассмотрения Сенатом необходимости его импичмента. Хёшерсон, имевший несколько дел в период никсоновской администрации с Мун Сон Мёном позже лестно отзывался о кампании Мун Сон Мёна в защиту Никсона в период разгоревшегося Уотергейтского скандала

## Политические кампании

### Предварительные выборы в Сенат США 1986 года
В 1986 году Хёршенсон безуспешно выставил свою кандидатуру от Республиканской партии, которая избрала выдвиженца Алана Кранстона. Но он успешно выдвинулся в городах Централ-Уэллей и Орэндж-Каунти в Калифорнии, но стал вторым, проиграв Эду Шау из Кремниевой долины, победившему на плюралистическом голосовании.

### Предварительные выборы в Сенат США 1992 года
В 1992 году когда Кранстон подал в отставку, Хёршенстона выдвинула Республиканская партия кандидатом в Сенат, с малым перевесом выиграв голосование у Тома Кэмпбела, члена Палаты Представителей США и преподавателя Стэнфордского университета.

### Всеобщие выборы в Сенат США 1992 года
Всеобщие выборы Хёршенстон проиграл кандидату от Демократической партии Барбаре Боксер.

## Карьера
- RKO Pictures, Лос-Анджелес, Калифорния
  - Studio messenger, 1950-51
  - In art department, 1953-55
- General Dynamics Corp., Convair , Сан-Диего, Калифорния, кинопродюсер и режиссёр, 1955-56
- Самозанятый режиссёр, продюсер, сценарист в Лос-Анджелесе, 1956-68
  - Режиссёр, John F. Kennedy: Years of Lightning, Day of Drums (1964)
- Член совета директоров, Американский институт киноискусства, 1967-
- Делегат из США в Международный кинофестиваль
  - Глава делегации, Чехословакия, 1968
  - Член делегации в СССР, 1969
- Информационное агентство США, Вашингтон, директор кинематографии и службы телевещания, 1968-72
- Инструктор «Имиджа США за рубежом» в Университете Мэриленда, 1972
- Консультант Съезда Республиканской партии 1972 года
- Белый дом, Вашингтон (администрация Ричарда Никсона)
  - Помощник Президента по кадрам, 1972-73
  - Зам спец помощника Президента, 1973-74
- Самозанятый режиссёр, продюсер и писатель, 1975-76
- Фрилансер, 1976-
- Администрация Рональда Рейгана, 1980
- Политический комментатор в Лос-Анджелесе на радио и телевидении KABC-TV, 1978—1991
- Председатель совета директоров Пеппердинского университета

## Награды
- Награда Артура Флемминга, 1969
- «Оскар», 1970, за короткометражный документальный фильм «Чехословакия-1986»
- Номинации «Оскара», 1969 и 1972
- Награда за выдающиеся заслуги от Информационного агентства США, 1972
- Награду от Совета антикоммунистической агрессии, 1972